# Licenciado Adolfo López Mateos
Licenciado Adolfo López Mateos är en ort i Mexiko.   Den ligger i kommunen Asientos och delstaten Aguascalientes, i den centrala delen av landet, 400 km nordväst om huvudstaden Mexico City. Licenciado Adolfo López Mateos ligger 2 025 meter över havet och antalet invånare är 197.
Terrängen runt Licenciado Adolfo López Mateos är platt norrut, men söderut är den kuperad. Runt Licenciado Adolfo López Mateos är det ganska tätbefolkat, med 80 invånare per kvadratkilometer. Närmaste större samhälle är Loreto, 4,6 km öster om Licenciado Adolfo López Mateos. Trakten runt Licenciado Adolfo López Mateos består till största delen av jordbruksmark.